# Sophia von Rom
Sophia von Rom war eine frühchristliche Märtyrin des 4. Jahrhunderts, die um 304 während der Diokletianischen Christenverfolgung starb. Sie wurde auf dem Friedhof der Heiligen Gordianus und Epimachus bestattet.
Die Heiligenvita der hl. Sophia von Rom erscheint teilweise mit der der hl. Sophia von Mailand vermischt.

## Verehrung
Papst Sergius II. ließ um 845 einen Teil der Reliquien unter dem Hochaltar der Kirche San Martino ai Monti beisetzen, während Bischof Remigius von Straßburg andere Reliquien ins Kloster Eschau brachte. Die Attribute der heiligen Sophia sind Palme und Buch, aber auch Trog und Schwert. Ihr Gedenktag ist der 15. Mai.
Eine Darstellung aus dem 15. Jahrhundert findet sich im Wiener Stephansdom.

## Namenspatronin und Namensgeberin
Die hl. Sophia ist Namenspatronin von Sophia und den Abwandlungen Sofia, Sophie und Sofi. Diese Vornamen belegen in jüngerer Zeit vorderste Plätze in der von der Gesellschaft für deutsche Sprache geführten Liste der beliebtesten Vornamen in Deutschland. 2022 stand Sophia/Sofia an zweiter Stelle der weiblichen Vornamen.
Die Sophienrauke (Sisymbrium sophia), eine Pflanzenart, ist nach ihr benannt.

## Brauchtum
Die hl. Sophia wird gegen Spätfröste und für das Gedeihen der Feldfrüchte angerufen, da man sie zu den Eisheiligen zählt („Kalte Sophie“ oder in Österreich „Koids Sophal“). Sie ist die letzte in der Reihe der Eisheiligen, die in Mitteleuropa zu den meteorologischen Singularitäten zählen. Laut Bauernregel wird das milde Frühlingswetter erst mit Ablauf der „Kalten Sophie“ stabil. Bedingt durch die gregorianische Kalenderreform ist der tatsächliche Bezugstag der Bauernregel erst einige Tage später.

## Sophienkirchen
Die heilige Sophia von Rom ist nicht mit der in der Ostkirche verehrten und gelegentlich auch auf Ikonen dargestellten Ἁγία Σοφία (Agia Sophia) zu verwechseln. Dieser Ausdruck bezeichnet in aller Regel ausdrücklich keine konkrete Heilige, sondern die „göttliche Weisheit“ als Wesens- und Wirkungsbestandteil des Heiligen Geistes. Sie geht auf das Vorbild der ehemaligen Kaiser- und Hauptkirche Hagia Sophia in Konstantinopel zurück, die der göttlichen Weisheit geweiht war. Nach dieser und nicht nach Sophia von Rom oder einer anderen Heiligen mit Namen Sophia sind zahlreiche weitere Kirchen und – davon abgeleitet – Orte im orthodoxen Kulturkreis benannt.
Die im Westen gebräuchliche Bezeichnung „Sophienkirche“ für die der „Agia Sophia“ (Ἁγία Σοφία) gewidmeten Kirchenbauten beruht auf einem während der Kreuzzüge verfestigten und heute noch immer verbreiteten Missverständnis. Unkenntnis ostkirchlicher Theologie sowie westkirchliche Gepflogenheiten führten dabei zu der Fehlannahme, dass die der „Agia Sophia“ geweihte Hauptkirche Konstantinopels, die Hagia Sophia, nicht der göttlichen Weisheit, sondern einer konkreten Heiligen bzw. der hl. Sophia von Rom geweiht sei.